# Space Shower TV
Space Shower TV (スペースシャワーTV) é um canal de televisão japonês, operado pela Space Shower Networks, Inc. Sua fundação ocorreu em 1 de dezembro de 1989. A ideia por trás do estabelecimento da Space Shower TV, foi o de criar um canal especializado em música como a MTV no Japão. O objetivo era torná-lo um canal estritamente musical, fornecendo conteúdo de qualidade que atendesse aos padrões de fã de música. O canal possui também a premiação anual Space Shower Music Video Awards.